# Szczepłoty
Szczepłoty (ukr. Щеплоти) – wieś na Ukrainie, w rejonie jaworowskim obwodu lwowskiego. Wieś liczy około 280 mieszkańców.
W II Rzeczypospolitej do 1934 samodzielna gmina jednostkowa. Następnie należała do zbiorowej wiejskiej gminy Wierzbiany w powiecie jaworowskim w woj. lwowskim. Po wojnie wieś weszła w struktury administracyjne Związku Radzieckiego.